# Margrit Gertsch
Margrit Gertsch (Lauterbrunnen, 13 dicembre 1939) è un'ex sciatrice alpina svizzera.

## Biografia
Sciatrice polivalente, Margrit Gertsch debuttò in campo internazionale in occasione delle SDS-Rennen 1957 (Grindelwald, 9-11 gennaio), dove si classificò 12ª nella discesa libera, 22ª nello slalom gigante, 7ª nello slalom speciale e 12ª nella combinata, e nel prosieguo di quella stagione si piazzò 2ª nello slalom gigante di Courchevel del Grand Prix du Printemps (Méribel/Courchevel, 28-31 marzo); l'anno dopo ai Mondiali di Badgastein 1958 (2-9 febbraio), suo esordio iridato, si piazzò 16ª nella discesa libera e 22ª nello slalom gigante.
Nel 1959 fu 2ª nello slalom gigante del trofeo Ruben Blan (Sankt Moritz, 23-25 gennaio) e agli VIII Giochi olimpici invernali di Squaw Valley 1960 (19-27 febbraio), sua unica presenza olimpica nonché congedo iridato, si classificò 26ª nella discesa libera, la sola gara nella quale prese il via; nel 1961 si piazzò 2ª sia nella discesa libera sia nella combinata della SDS-Rennen (Grindelwald, 10-13 gennaio), 3ª nella combinata del Grand Prix Feminine (Saint-Gervais-les-Bains, 26-28 gennaio), 3ª nella discesa libera e 2ª nello slalom gigante della Coppa Grischa (Davos/Lenzerheide/Sankt Moritz, 28 febbraio-3 marzo), dove fu anche 2ª nella classifica generale, e vinse la discesa libera dell'Otto Furrer Memorial (Zermatt, 17-19 marzo), suo congedo agonistico, dove si classificò anche 2ª nella combinata e 3ª nel Gornergrat Derby.

## Palmarès

### Classiche
Otto Furrer Memorial
- 1 vittoria (discesa libera a Zermatt 1961)

### Campionati svizzeri
- 4 medaglie (dati parziali):
  -  3 ori (discesa libera, combinata nel 1957; discesa libera nel 1960)[senza fonte]
  - 1 argento (dati parziali: slalom speciale[9] nel 1961)